# 스파 24시
스파 24시(프랑스어: 24 Heures de Spa, 네덜란드어: 24 uur van Spa-Francorchamps)는 자동차 내구 레이스 중 하나이다. 벨기에 스파프랑코르샹 서킷에서 열린다.